# Bornich
Bornich est une municipalité du Verbandsgemeinde Loreley, dans l'arrondissement de Rhin-Lahn, en Rhénanie-Palatinat, dans l'ouest de l'Allemagne.

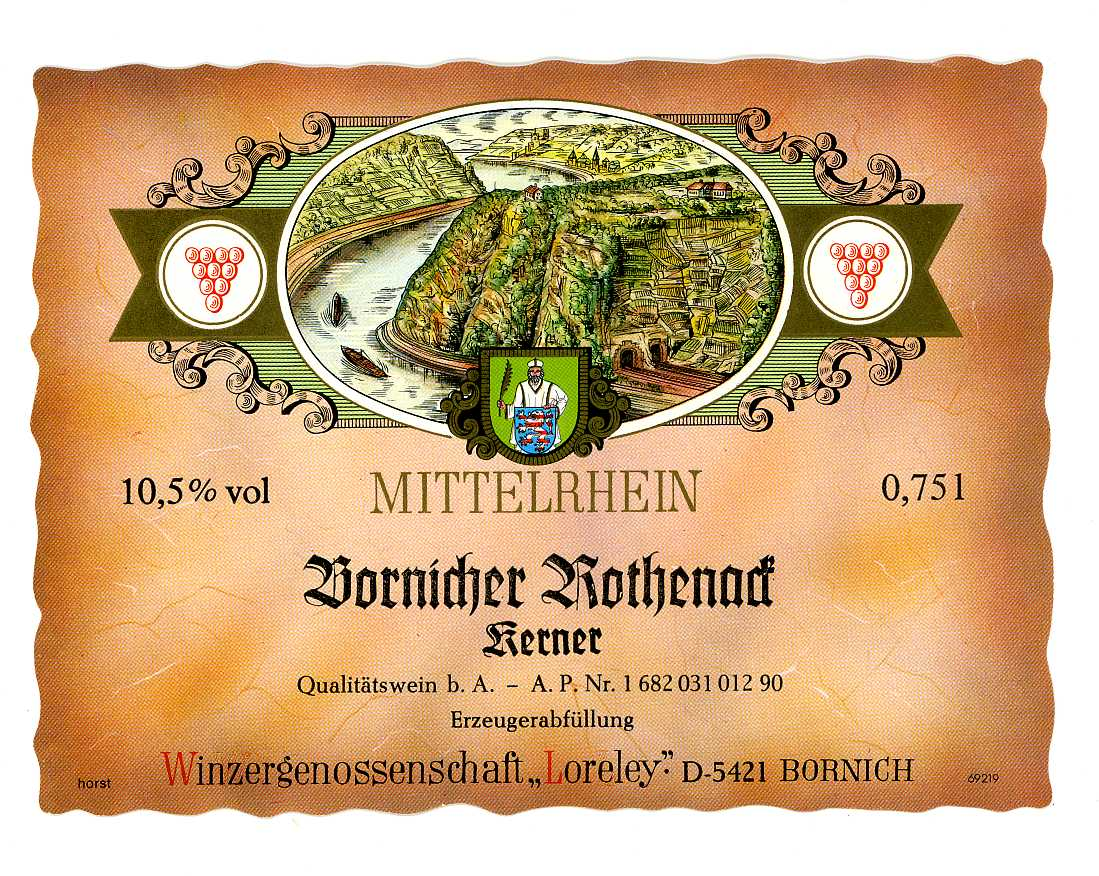
Le fameux rocher Loreley est situé à Bornich (étiquette du vignoble Bornicher Rothenack).